# Condor (Río Grande del Sur)
Condor es un municipio brasileño del estado de Río Grande del Sur.

## Historia
El territorio que hoy comprende Condor era parte de la "sesmaria" de Joaquim Thomaz da Silva Prado, que a mediados del siglo XIX fue dividida en seis estancias. A finales de ese siglo, comenzó la colonización por parte de inmigrantes alemanes. La Empresa de Colonización Dr. Herrmann Meyer, fundada por el geógrafo que le dio nombre y dirigida por el pastor luterano Hermann Faulhaber, administraba la Colônia Neu-Württemberg, que dio origen a la ciudad vecina de Panambi. Al darse cuenta de que necesitaban expandirse, adquirieron tierras en el territorio actual de Condor a partir del 21 de diciembre de 1901, a través de la Posse Gomes. Las áreas boscosas fueron ocupadas por los inmigrantes alemanes, en su mayoría evangélicos, mientras que las regiones de campo estaban en manos de descendientes de portugueses y castellanos, en su mayoría católicos.
Los lotes de la Colonia en Condor comenzaron a venderse en diciembre de 1909 y continuaron hasta aproximadamente 1911. En 1909, la colonización comenzó en las líneas Divisa, Raiz, Pinhal y Alfred; en 1910, en las líneas Palmeira, Clara, Herrmann y Zeppelin; en 1911, en las líneas Roland y Siegfrid; en 1915, en la línea Emden; y en 1916, en las líneas Weddigen (actual Ramada) y Mambuca. El 13 de diciembre de 1910 se fundó Magdalenenneuland, luego conocida como Sete de Setembro, que se convirtió en el cuarto distrito de Palmeira el 6 de agosto de 1918. En 1935, cambió su nombre a Vila Liberdade y el 1 de enero de 1945, por determinación del IBGE, pasó a llamarse Vila Condor, ya que en Minas Gerais ya había un municipio con ese nombre. Según la leyenda, el paso de un huracán en 1931 habría llevado un cóndor a la localidad, de ahí el nombre. Además de los nombres oficiales, Condor también ha sido conocida como Boca da Picada y Vila Seca.
Inicialmente, el territorio de Condor formaba parte de Rio Pardo, un municipio creado en 1809, luego de Cruz Alta, creado en 1821, y de Palmeira das Missões, creado en 1874. Finalmente, pasó a formar parte de Panambi a partir del 15 de diciembre de 1954, hasta su emancipación en 1966. Durante la movilización por la emancipación de Panambi, se buscó corregir un "error" histórico: Condor debería formar parte de la nueva ciudad y no de Palmeira, debido a la misma colonización alemana. Según el historiador Wehrmann, para los defensores de la emancipación, "Condor era y siempre sería hija de Panambi. Están interconectados por la historia. Sus lazos son fuertes. Condor surge y es una ampliación de Panambi". Hubo una disputa violenta entre los que estaban a favor y en contra de la emancipación, incluyendo ataques armados. En el plebiscito, la facción a favor de la emancipación ganó en Panambi, pero en Condor el resultado fue contrario, bajo acusaciones de cancelaciones de títulos de elector y amenazas. De esta manera, Condor votó por seguir siendo parte de Palmeira das Missões.
En 1953, se reanudó la campaña por la emancipación de Panambi y la anexión de Condor. Esta vez, la facción a favor de la emancipación ganó en la consulta. El nuevo municipio fue creado el 15 de diciembre de 1954 y, en las primeras elecciones, que se llevaron a cabo al año siguiente, Condor obtuvo la mayoría en el legislativo de Panambi. Sin embargo, pronto comenzaron los movimientos para separarse de Condor. Las iniciativas comenzaron en 1962, pero es en 1964 cuando se lleva a cabo la primera reunión. El 29 de agosto del año siguiente se realizó un plebiscito en el que 674 electores votaron a favor de la emancipación y 543 en contra. El municipio fue creado el 17 de noviembre de 1965 y se instaló el 14 de mayo de 1966. El 20 de abril de 1966, el presidente de la república nombró a Adolfo Ebert como interventor de Condor. El nuevo municipio solo recibió el edificio de la subprefectura, en condiciones precarias, sin mobiliario, en la actual Plaza Pedro Gaertner. El 14 de mayo de 1966, la alcaldía se trasladó a un edificio de albañilería alquilado, ubicado en la esquina suroeste de las calles do Comércio y Bento Gonçalves, donde el gobierno municipal se mantuvo hasta el 28 de diciembre de 1982, cuando se inauguró el actual centro administrativo municipal.
En 1966 se instaló la comisaría de policía y al año siguiente el municipio recibió el primer grupo de la policía militar. Anteriormente, la ciudad estaba protegida por la policía de Panambi. Antes de eso, sin embargo, la seguridad estaba a cargo de los propios residentes. Durante la Revolución de 1923, los habitantes de la Colônia Neu-Württemberg (Panambi y Condor) formaron un grupo de autodefensa llamado Selbstschutz para proteger la ciudad de los maragatos. Las armas, principalmente escopetas, revólveres y machetes, eran propiedad de los propios residentes. Todos los colonos de entre 18 y 45 años tenían la obligación de servir en el Selbstschutz. Sin embargo, el grupo nunca se enfrentó a los adversarios y fue desactivado después de la década de 1920.
La organización de los colonos en el Selbstschutz, sin embargo, dio sus frutos. Después de esta primera experiencia de cooperación, surgieron la União Colonial, que buscaba fomentar el desarrollo agrícola, y la Caixa Rural, el primer banco del municipio. La presencia de cooperativas se mantuvo en los años siguientes, como la Genossenschaft, la cooperativa del tabaco y la Cooperativa Agrícola Mista Mambuca, por ejemplo, y sigue activa hasta el día de hoy, con Cotripal.
El primer maestro de Condor fue Venceslau Pinheiro, quien llegó a Rincão dos Pinheiros en 1907 y enseñaba en su casa a los niños de los alrededores. A principios de 1912, Hermann Faulhaber comenzó los planes para construir una escuela al norte del río Palmeira. La Escuela Particular Palmeira (Palmeira-Schule) fue creada el 7 de octubre de 1912, siendo la primera de Condor. La educación pública comenzó a ofrecerse en 1921, con la profesora Agostinha Dill. La educación pública estatal comenzó el 13 de agosto de 1940, con la fundación del Grupo Escolar Liberdade. La educación secundaria comenzó a ofrecerse a partir de 1979. La tasa de matriculación para niños de 6 a 14 años es del 98,3%.
El 16 de enero de 1952, se llevó a cabo una reunión para la formación de la sociedad hospitalaria. La fundación de la Asociación Protectora del Hospital Boa Esperança tuvo lugar el 19 de julio del mismo año. Sin embargo, la construcción del hospital solo comenzó en 1957 y pronto se detuvo. Se realizaron varias campañas de recaudación de materiales y dinero. La inauguración finalmente tuvo lugar el 18 de marzo de 1962. El 25 de mayo de 1970, el nombre se cambió a Hospital Beneficente de Condor.

## Demografía
El municipio de Condor cuenta con una población de 6.766 habitantes distribuida en un territorio de 463,568 km², dando una densidad poblacional de 14,08 hab/km², posee un índice de desarrollo humano municipal de 0,747 y una escolarización del 98,3% en niños de entre 6 y 14 años de edad.

## Geografía
Se encuentra a 393 km de Porto Alegre, la capital del estado. El principal acceso se realiza a través de la BR-158.
El suelo es arcilloso, profundo y de coloración rojo oscuro. Es ácido y moderado en materia orgánica, fósforo y potasio. La región, antiguamente cubierta por bosques, es la más fértil debido a la descomposición de basalto y materia orgánica.
Tiene una superficie de 463,568 km², con una latitud de 28°12'28''S y una longitud de 53°29'14''W. Limita al sur con Panambi, al este con Santa Bárbara do Sul, al oeste con Ajuricaba, al norte con Palmeira das Missões y al noroeste con Nova Ramada y Santo Augusto. Además de la sede, las principales localidades son Colônia Cash, Fazenda Cilada, Capão da Chave, Pontão dos Buenos, Esquina Beck, Linha Mambuca, Linha Emden, Barra do Barbosa, Linha Zeppelin, Linha Ramada, Linha Divisa y Rincão dos Pinheiros. A partir de la década de 2000, el número de habitantes urbanos superó a los de la zona rural.